# Памятный знак репрессированным кобзарям, бандуристам, лирникам
Памятный знак репрессированным кобзарям, бандуристам, лирникам был открыт в саду имени Тараса Шевченко возле Театра оперы и балета в Харькове 14 октября 1997 года. Авторы памятника — скульпторы Валерий Бондар, Василий Семенюк, Олекса Шаулис и архитектор Олекса Морус.
Этот знак установлен для увековечивания памяти трёхсот кобзарей, бандуристов, лирников, которые были якобы уничтожены советской властью в 1930-х годах на «съезде кобзарей». Памятный знак сделан в виде гранитного монолита, на котором высечена изуродованная кобза и слова: «Пам’яті репресованих кобзарів» (памяти репрессированных кобзарей).
Памятник сооружен на пожертвования граждан по инициативе Союза молодежи Харьковщины. Открытие памятника репрессированным кобзарям было приурочено к проведению в Харькове І Всеукраинского обзора аутентичного исполнительства на традиционных кобзарских инструментах, посвящённого 95-й годовщине исторического выступления собранных Г. Хоткевичем кобзарей, лирников и народных музыкантов на XII Археологическом съезде в Харькове и 120-летию со дня рождения Игната Хоткевича — основателя харьковской школы бандуры.
Само событие — как сам «съезд кобзарей» в начале 1930-х годов, так и арест и расстрел его участников — является мифом, возникшим в конце 1980-х годов. Об этом не существует ни серьёзных свидетельств, ни упоминаний в архивах и официальных документах. По словам руководителя Харьковского кобзарского цеха Константина Черемского, «был ли он [съезд] на самом деле и что именно там произошло — неизвестно <…>. Мы пять лет провели в архивах СБУ, но так ничего и не нашли». Директор Центра краеведения ХНУ им. Каразина Сергей Куделко считает: «Я не знаю каких-либо серьёзных свидетельств того, что подобный массовый расстрел действительно был».

## Примечание
1. 1 2 3  Юрий Зиненко. Расстрелянный съезд кобзарей: правда или миф? Архивная копия от 20 июля 2017 на Wayback Machine // КП в Украине, 28 января 2013
2. ↑  Правда і міфи про кобзарів Архивная копия от 24 декабря 2019 на Wayback Machine // ZN.UA, 2 марта 2018
3. 1 2 3  В Харькове не нашли доказательств расстрела кобзарей Архивная копия от 3 февраля 2019 на Wayback Machine // vesti-ukr.com, 11 сентября 2014